# Сосна мягкая
Сосна мягкая, или Сосна гибкая (лат. Pinus flexilis) — вид хвойных растений из семейства Сосновые (Pinaceae). Произрастает в Канаде, США и Мексике. Может достигать возраста более чем в 2000 лет.

## Распространение

### Северо-западная и западная формы
Pinus flexilis встречаются в субальпийском поясе Скалистых гор, начиная от юго-запада провинции Альберта, Канада до северных штатов Мексики, и от северо-запада Тихоокеанского побережья, через Большой Бассейн, до штатов Невада и Юта. Также данная форма Pinus flexilis встречается в Калифорнии (восточные отроги Сьерра-Невада, восточные склоны Белых гор, горы Сан-Бернандино, горы Сан-Габриэль, горы Сан-Хакинто). Небольшая популяция отмечена в Блэк-Хилс, Южная Дакота.
Pinus flexilis — высокогорная сосна, часто встречается выше границы распространения лесов, либо в одиночестве, либо — совместно с сосной белокорой, сосной остистой и сосной скрученной широкохвойной. В благоприятных условиях Pinus flexilis может достигать высоты в 20—25 метров. На незащищённых участках границы леса взрослые растения данного вида обычно намного меньше: их высота составляет 5—10 метров. На крутых скалистых наветренных склонах Скалистых гор Южной Альберты Pinus flexilis ещё более низкоросла и редко вырастает более 3 метров в высоту.

### Юго-Западная форма
В Аризоне, Нью-Мехико и Техасе популяции Pinus flexilis часто называют юго-западной белой сосной и рассматривают как разновидность Pinus flexilis var. reflexa, выделяют в отдельный подвид Pinus reflexa или ошибочно относят к мексиканскому виду сосны лат. Pinus strobiformis.
«Юго-западная белая сосна» отличается от типичной Pinus flexilis большими размерами (высота 25—35 метров), удлинённой хвоей (6—11 сантиметров) с белыми полосками на внутренней стороне, и зазубренными концами хвоинок. Шишки также крупнее (10—20 сантиметров).
От Pinus strobiformis данная форма Pinus flexilis отличается не полностью зазубренными хвоинками и размерами шишек. У настоящей Pinus strobiformis шишки имеют размер (15—25 сантиметров). Шишки Pinus flexilis имеют меньшие чешуи и содержат меньшие по размеру семена.
Возможно, Pinus reflexa может быть естественным гибридом Pinus flexilis и Pinus strobiformis. Типичные места обитания для перечисленных трёх разновидностей:
- Pinus flexilis — Пайкс-Пик, Колорадо;
- Pinus reflexa — горы Санта-Каталина[англ.], в 40 километрах к западу от Тусона, Аризона;
- Pinus strobiformis — 90 километров к юго-западу от города Чиуауа, Мексика.